# Hollywoodi riválisok
A Hollywoodi riválisok (Hollywood Rivals), a 22 részes, 2001-ben és 2002-ben bemutatott amerikai ismeretterjesztő televíziós filmsorozat végigtekinti az amerikai filmművészet, filmipar csaknem évszázados történetének leghíresebb vetélytársait a némafilmek korszakától egészen az ezredfordulóig.
A sorozat az Egyesült Államokban megjelent azonos címen 5 DVD-s kiadásban is.

## Epizódok
1. James Cagney kontra Humphrey Bogart (James Cagney vs. Humphrey Bogart, 2001. október 19.)
James Cagney és Humphrey Bogart nagyon eltérő körülmények között nőttek fel, de Hollywood világba érkezve életútjuk mégis nagyon hasonlóan alakult. Mindketten a legkülönbözőbb szerepekben legendásan kemény fickók sorát alakítva.
2. Joan Crawford kontra Bette Davis (Bette Davis vs. Joan Crawford)
Joan Crawford és Bette Davis vetélkedése a legnagyobb legendák egyike. Mindketten a Warner Bros. stúdióban dolgoztak egy ideig, de fénykorukba csupán egy filmben játszottak együtt. Viszont 1962-ben a Mi történt Baby Jane-nel? című horrorfilmben egy idősödő, marakodó egykori színész testvérpárt alakítottak. Mindketten a film halhatatlanjai közé kerültek.
3. Marilyn Monroe kontra Jayne Mansfield (Marilyn Monroe vs. Jayne Mansfield)
Marilyn Monroe és Jayne Mansfield a dús keblű szépségek kategóriában versenyeztek a rajongók kegyeiért.
4. Olivia de Havilland kontra Joan Fontaine (Olivia de Havilland vs. Joan Fontaine)
Olivia de Havilland és Joan Fontaine a két filmcsillag stúdión kívüli kapcsolata közismerten, legendásan ellenséges volt. Rivalizálásuk nagyon korán, még gyermekkorukban kezdődött, ugyanis a színésznők valójában édestestvérek voltak.
5. Burt Lancaster kontra Kirk Douglas (Burt Lancaster vs. Kirk Douglas)
Az ötvenes-hatvanas évek két legnagyobb akciófilm sztárja volt Burt Lancaster és Kirk Douglas. Mindketten harcoltak a II. világháborúban, és leszerelésük után kezdődött filmes pályafutásuk. A háborús és vadnyugati filmjeiken kívül számos drámai alakításukkal is emlékezetessé tették magukat. Az 1957-ben bemutatott Újra szól a hatlövetű című western filmben együtt szerepeltek.
6. Betty Grable kontra Rita Hayworth (Betty Grable vs. Rita Hayworth)
Betty Grable és Rita Hayworth filmjei a negyvenes években kezdtek igazán népszerűek lenni, és ezek által lettek a korszak szex szimbólumai. Népszerűségükre jellemző, hogy a világháború alatt az ő fényképeik borították a laktanyák, katonai barakkok falát.
7. Charlie Chaplin kontra Buster Keaton (Charlie Chaplin vs. Buster Keaton, 2001. december 14.)
Charlie Chaplin és Buster Keaton a némafilm korszak két legnépszerűbb komikus színésze volt. Teljesen eltérő stílust alakítottak ki maguknak. Chaplin filmjeiben a balettszerű elemekkel ötvözött fergeteges humor gyakran szentimentális jelenetekbe fordult, még Buster Keaton rendszerint a balszerencse komikus oldalát ragadta meg bonyolult mechanizmuson és történetszövésen keresztül. De mindketten maradandó hatást gyakoroltak a világ filmművészetére.
8. Dean Martin kontra Jerry Lewis (Dean Martin vs. Jerry Lewis)
Dean Martin és Jerry Lewis az ötvenes évek énekes színész sztárjai voltak. Mindketten a negyvenes évek legvégén kezdtek filmezni és utána is számos filmben játszottak. Közben számos koncertkörutat tettek az országban és hatalmas népszerűségre tettek szert.
9. Schwarzenegger kontra Stallone (Arnold Schwarzenegger vs. Sylvester Stallone)
Az 1980-as években ismertté vált két akciófilmes sztár, Sylvester Stallone és Arnold Schwarzenegger életútja nagyon eltérő módon indult. Schwarzenegger hivatásos testépítő, versenyző volt színészi pályája előtt, Stallone viszont mellőzött, nyomorgó író és színész volt hollywoodi karrierje előtt. Évtizedeken keresztül vetélkedtek a filmvásznon a nézők kegyeiért. De rajongóik őrömére később több filmben is együtt szerepeltek.
10. Frank Sinatra kontra Bing Crosby (Frank Sinatra vs. Bing Crosby, 2002. március 29.)
Bing Crosby a 30-as, 40-es években a zenés műfaj legnagyobb énekes színész sztárja volt. Számos követője közül Frank Sinatra emelkedett a legmagasabbra, aki gyerekkorától bálványozta Crosby-t. Énekes karrierjük mellett számos nagy sikerű filmben játszottak.
11. Leslie Caron kontra Cyd Charisse (Leslie Caron vs. Cyd Charisse)
Leslie Caron és Cyd Charisse az 1940-es, 1950-es évek legismertebb revüfilmsztárja voltak. Mindketten a balett világából érkeztek Hollywoodba és mindketten Fred Astaire és Gene Kelly partnereiként aratták legnagyobb sikereiket.
12. Marlene Dietrich kontra Greta Garbo (Marlene Dietrich vs. Greta Garbo)
Marlene Dietrich Németországban, Greta Garbo Svédországban volt sikeres színésznő mielőtt Hollywoodba érkezett. Koruk legszebb filmcsillagjai voltak látszólag hűvös viselkedésükkel, ugyanakkor érzéki tekintetükkel. Ebben a szerepkörben valódi riválisai voltak egymásnak.
13. Clint Eastwood kontra Burt Reynolds (Clint Eastwood vs. Burt Reynolds)
Clint Eastwood és Burt Reynolds az 1950-es években kezdett filmezni, de első sikereiket a hatvanas évek közepétől érték el. Mindketten játszottak vadnyugati hősöket, rendőrt, katonát, de számos más szerepkörben is helytálltak. És mindketten idősebb korukban is a nézők kedvencei maradtak.
14. Al Pacino kontra Robert De Niro (Al Pacino vs. Robert DeNiro)
Al Pacino és Robert De Niro, a két olasz származású akciófilm sztár életútja során alakított maffiózót, keményöklű nyomozót, de ezeken kívül a legváltozatosabb szerepekben tűntek fel. A Keresztapa II.-n (1974) kívül együtt szerepeltek  a Szemtől szemben című krimiben is, amelyben Al Pacino rendőrfelügyelőt, Robert De Niro egy érdekes személyiségű bűnözőt alakított.
15. Bruce Willis kontra Mel Gibson (Bruce Willis vs. Mel Gibson)
Bruce Willis és Mel Gibson életútjában sok hasonlóság fedezhető fel. Gyermekkorukban mindketten az osztály bohócai voltak, és pályafutásuk korai szakasza is hasonlóan alakult. Sikeres, több folytatást megért akciófilmek főhősei voltak, amelyek új koncepciót hoztak a filmiparba. Gyökeresen megváltoztatták a jóképű, erős akaratú, hősies, ugyanakkor jó humorú férfi őstípusát a filmvásznon.
16. Fred Astaire kontra Gene Kelly (Fred Astaire vs. Gene Kelly)
Fred Astaire és Gene Kelly a hollywoodi musical világának két legismertebb énekes-táncos színésze volt. Fred Astaire egyenesen a minden idők legnagyobb férfi sztárja címet érdemelte ki. De Gene Kelly is maradandót alkotott, és különösen emlékezetes maradt az Ének az esőben című zenés filmben nyújtott alakítása.
17. Superman kontra Batman (Superman vs. Batman)
A képregények univerzumának két vitathatatlanul legnépszerűbb sztárja Superman és Batman. Később rajongóik örömére megjelentek a filmvásznon és az otthoni képernyőkön mozifilmekben és televíziós sorozatokban is.
18. Frankie Avalon kontra Fabian (Frankie Avalon vs. Fabian)
Frankie Avalon és Fabian Forte az ötvenes évek végének tinédzser bálványai voltak. Mindketten Philadelphiából indultak és később is nagyon hasonló életpályát befutott énekesek és színészek voltak.
19. Tévé kontra mozi (Movies vs. TV)
A második világháború után az Egyesült Államokban gyorsan terjedt a televízió, az otthoni televíziózás. Ezzel párhuzamosan a mozi világát ezen kívül is több más kedvezőtlen hatás sújtotta. Világossá vált, hogy ha hatékonyan akarja felvenni a versenyt a mozi a rivális médiával, teljesen meg kell újulnia.
20. Lugosi Béla kontra Boris Karloff (Boris Karloff vs. Bela Lugosi)
Lugosi Béla és Boris Karloff a korai horror filmek sztárjaiként vetélkedtek az elsőségként. A fordulat akkor következett be kettejük rivalizálásában, amikor Lugosi Béla nem vállalta Frankenstein szörnyének a szerepét. Lugosi lassan egyre inkább mellőzött lett és végül teljesen lecsúszott.
21. Star Wars kontra Star Trek (Star Wars vs. Star Trek)
A Star Trek, a hatvanas években indult sci-fi tévésorozat és a Csillagok háborúja mozifilm sorozat hatalmas népszerűségre és kiterjedt, fanatikus rajongótáborra tett szert. Később a Star Trek többször is megjelent a filmvásznon, és a Csillagok háborúja mitológia is bemutatkozott a tévé képernyőn. Minden különbözőségük ellenére egymás sikeréhez is hozzájárultak.
22. Lassie kontra Rin Tin Tin (Lassie vs. Rin Tin Tin)
Rin Tin Tin, a kedves németjuhász kutya karrierje a némafilm korszakban kezdődött. Lassie, az Eric Knight regényeiből ismert skót juhászkutya a későbbi időkben vált a filmtörténet legnépszerűbb kutyasztárjává. A mai napig számos mozifilm, televíziós sorozat főszereplője, míg Rin Tin Tin lassacskán elfelejtődött.

## Hasonló
- Lauda és Hunt – Egy legendás párbaj (Hunt vs Lauda: F1's Greatest Racing Rivals, angol dokumentumfilm, 2013, rendezte: Matthew Whiteman)
- Riválisok (Rivals, angol dokumentumfilm sorozat, 2004, rendezte: Alex Dunlop)
- Híres párharcok[6] (Duels, francia ismeretterjesztő tévéfilmsorozat, 2014-2016)
- Szemtől szemben (Face to Face, francia ismeretterjesztő tévéfilmsorozat, 2014)
- Zsenik és riválisok (American Genius, amerikai dokumentumfilm sorozat, 2015)
- A világ legnagyobb ellenfelei (World's Greatest Head-to-Heads, angol ismeretterjesztő tévéfilmsorozat, 2017, rendezte: Kelly Cates) A sorozat az elmúlt évtizedek legjobb futball játékosait hasonlítja össze a jelenkor legjobbjaival.